# Lischgroep
De Lischgroep, van oudsher Groep 1, was de eerste scoutinggroep van Rotterdam. Opgericht als padvindersgroep in 1911. De groep werd genoemd naar het Lischplein, waar tramlijn 1 het eindpunt had. De groepsdas kreeg dezelfde kleur als die van het nummerbord van de tramlijn: groen. 
In 1956 werd overgestapt op het waterwerk, eerst als zeeverkenners en later als waterscouting. 
In 2014 werd de groep opgeheven. Het laatste groepshuis stond in de wijk Schiebroek aan de Bergse achterplas en het laatste wachtschip De tijd zal 't leren lag in de Coolhaven.
De groep had de volgende speltakken:

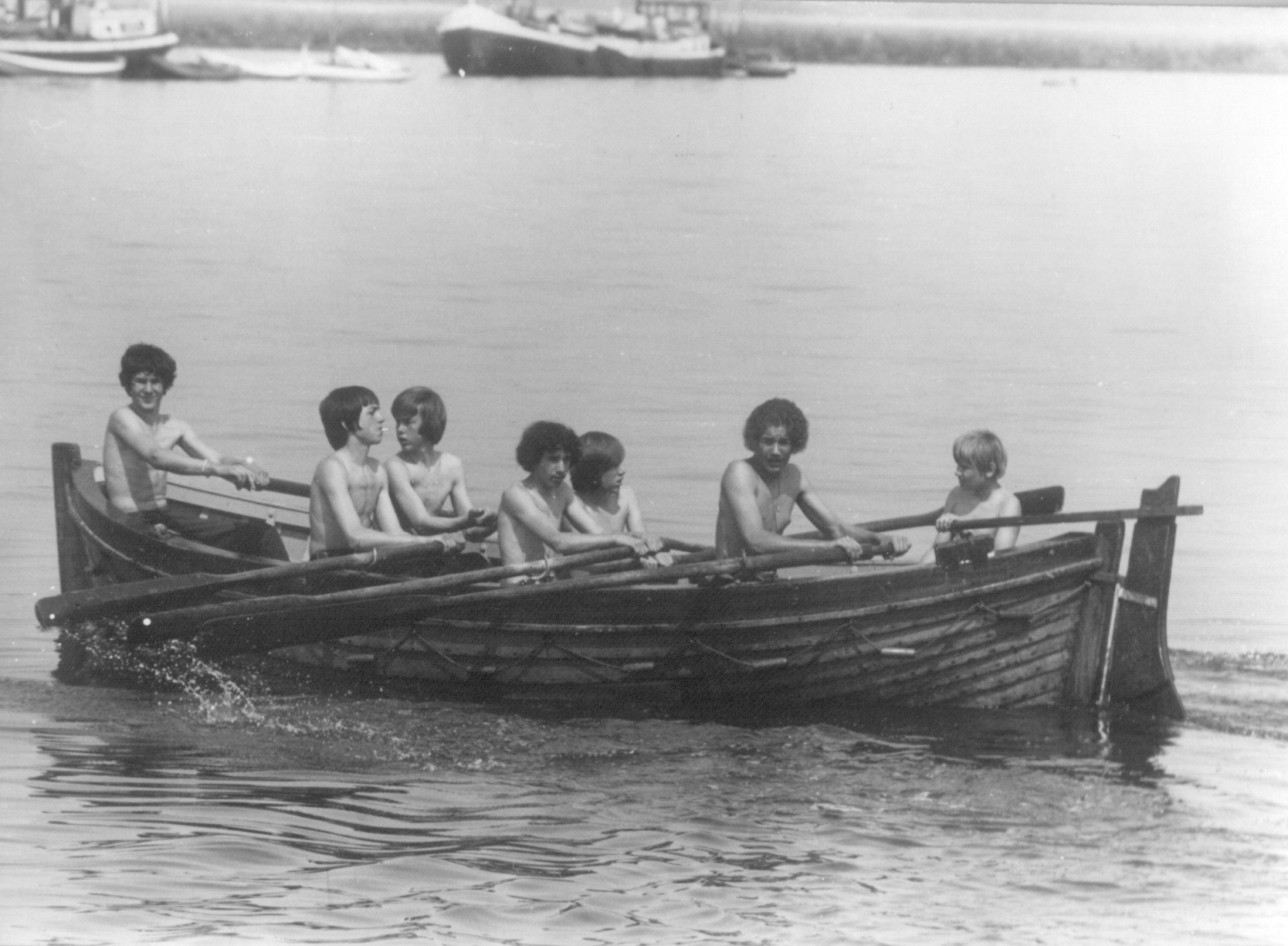
De Lischgroep roeiend in het Noordergat van de Visschen op 31 mei 1971

- Bevers (kinderen van 4 tot 7 jaar)
- Dolfijnen (kinderen van 7 tot 11 jaar)
- Zeeverkenners (11 tot 15 jaar)
- Wilde Vaart (15 tot 18 jaar)
- Stam (18+).

## Geschiedenis
Scouting in Rotterdam ontstond in 1911 met deze vereniging, en had daarmee een lange geschiedenis.
Op 10 oktober 1956 werd de groep officieel een zeeverkennersgroep. Een jaar later werd ook het uniform aangepast en kwam er op de groene das een reddingsboei met daarbinnen het jaar van de oprichting.
In 2014 kwam een eind aan alle activiteiten, werd de groep opgeheven en het wachtschip verkocht.

## Groepshuizen en aanlegsteigers

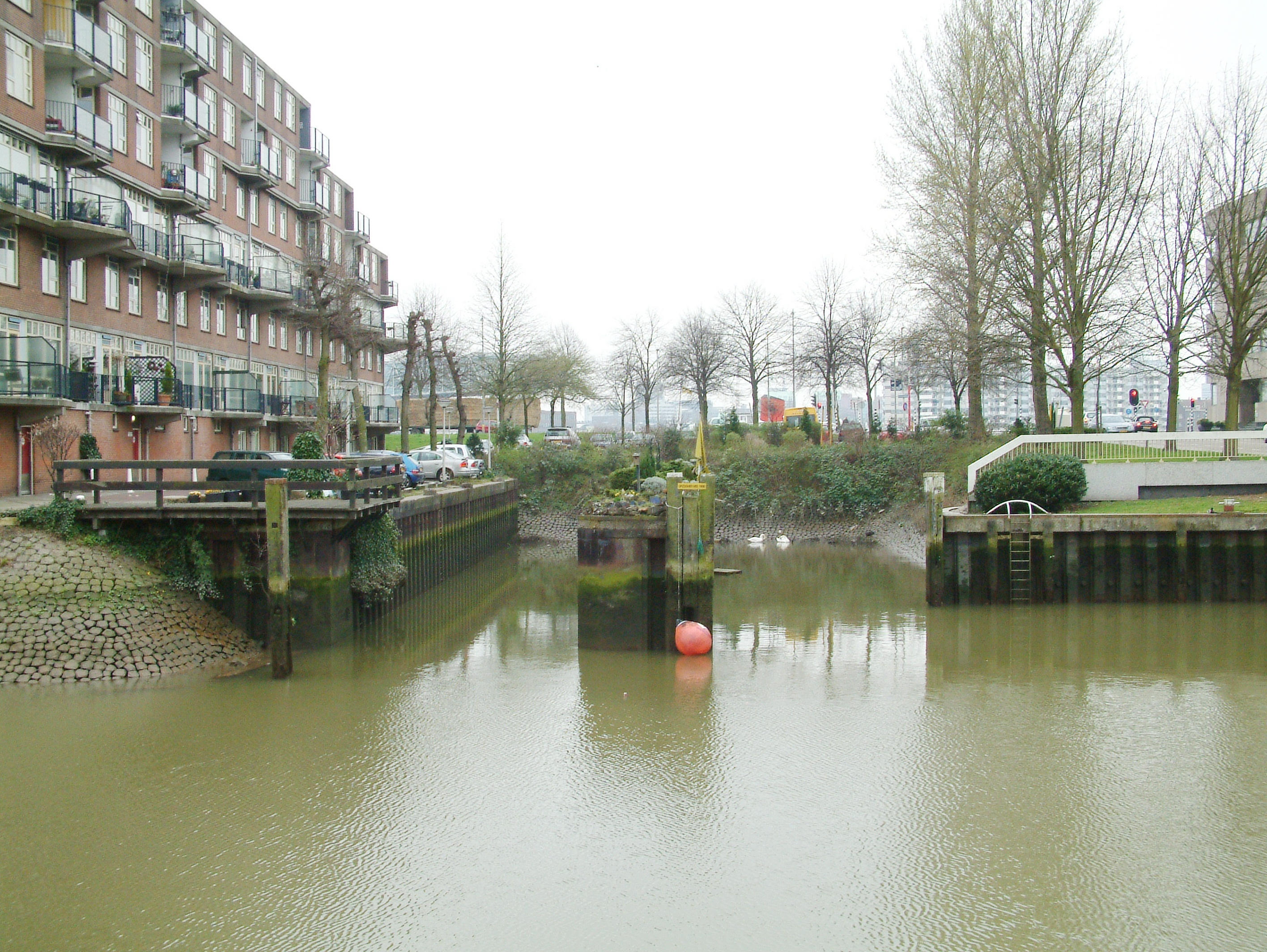
De insteekhavens van de Rotterdamsche Reinigingsdienst (tegenwoordig Roteb geheten) in het Buizengat (Rotterdam)

In de meer dan 100-jarige geschiedenis van de groep werd veel verhuisd. Het eerste clublokaal werd gevonden in een souterrain aan de Vrijenbanstraat. Aan de voorzijde voor de handenarbeid en aan de achterzijde voor troep- en patrouillebijeenkomsten. Later werd dat het "Jeugdhuis Piet Hein" en toen de huur daarvan was opgezegd werd het de begane grond met kelder aan de Pupillenstraat.
In de periode van het waterwerk waren altijd twee locaties voor de activiteiten van belang: het groepshuis en minstens zo belangrijk: waar de boten lagen.

- Vanaf de jaren vijftig werd een landje aan de dijk van de Rottemeren gehuurd van boer Voorthuizen, die daarnaast ook een theeschenkerij exploiteerde. In de grote plas aan de andere kant van de dijk was een T-steiger gebouwd waar de zeilsloep Piet Hein en de vletten lagen. Aan het eind van het seizoen werden de vletten over de dijk naar het landje getrokken voor het jaarlijks onderhoud.
- 1958-1971 had de welpenhorde zijn onderkomen in een gymnastiekzaal aan de Korfmakersstraat en de zeeverkenners in de Pupillenstraat.
- Begin 1964 kreeg de groep de beschikking over een landje aan de Strekkade langs de Bergse voorplas, verhuisden de vletten naar de daar gebouwde steigers en verdween de sloep uit beeld.
- Rond 1966 diende de groep het pand aan de Pupillenstraat te verlaten. De groep werd gedwongen om de welpenhorde stop te zetten en viel terug op het als vervanging voor een groepshuis gekochte wachtschip.
- In 1971 – het jaar van het zestigjarig bestaan – was er even een tijdelijke ligplaats aan de oostkust van Engeland, voor het zomerkamp op de Norfolk Broads, bij Great Yarmouth. 6 lelievletten, 1 motorvlet en 2 wrik- en speelvletjes werden op de Nieuwe Maas op een coaster gezet en heen en weer gevaren
- In 1972 kon er weer een de horde terecht in een gymnastiekzaal en een korte tijd rond 1974 zelfs in een bouwkeet in Oud Verlaat.
- In 1975 kreeg het landje aan de Strekkade een andere bestemming. De vletten verhuisden naar het wachtschip en enige tijd later naar het groepshuis aan de Bergse achterplas.
- In 1978 deed zich de mogelijkheid voor om een oud clubhuis met terrein van de Benedictus groep over te nemen en vond de groep onderdak in de Ringwaard. Toen die andere groep werd opgeheven werd er een tweede clubhuis gebouwd voor de horde. Op 19 mei 1984 kwam de horde vanuit Ommoord over naar hun nieuwe onderkomen, "de Raadsrots".

## De vloot

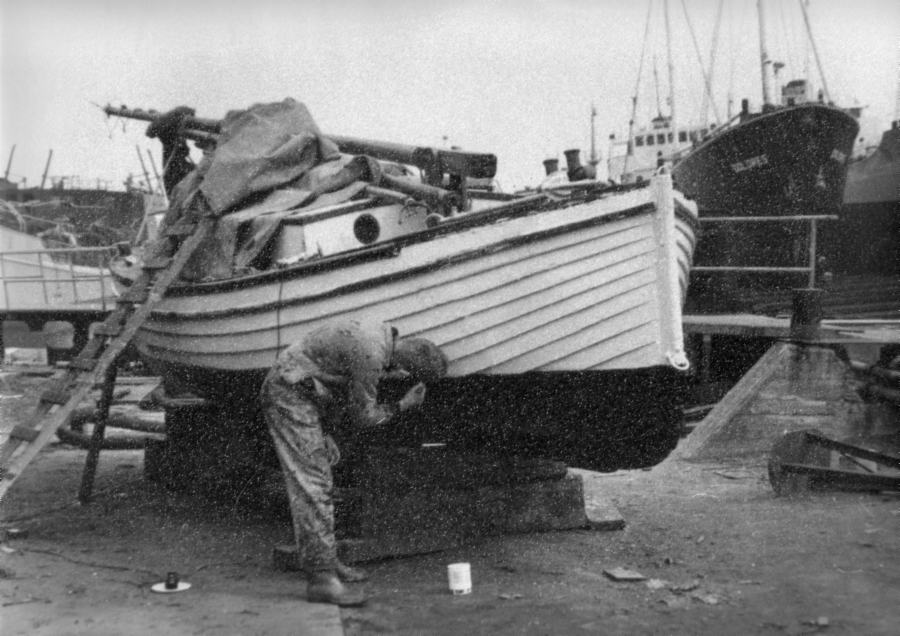
De Piet Hein op de werf bij De Groot en van Vliet te Slikkerveer

In 1938 had de voortrekkersstam al eens een roeisloep weten te bemachtigen, die weer snel verkocht werd. Later schafte deze stam een zeilsloep aan. Helaas bleek die zo slecht te zijn dat die snel naar de sloop werd gebracht. Toen de Lischgroep in 1956 officieel een zeeverkennersgroep werd, beschikte de groep over 1 Surinaamse korjaal, 2 kano's in aanbouw en 1 Noorse jol.
Aan de Rottemeren beschikte de groep later over 2 lelievletten, een van Beenhakker en vanaf 1962 een splinternieuwe van Ouwens (Schiedam), die een poosje Chiqua Papa en Conquestadores hebben geheten, 2 rondspantvletten, de Argonaut en de Kolenboot waar ook mee gezeild kon worden en een overnaadse zeilsloep, de Piet Hein, genoemd naar een voormalig onderkomen van de groep. De oude naam daarvan was Mylord. De vletten werden later rondgevaren als er weekeinden en kampen werden gehouden met het wachtschip.

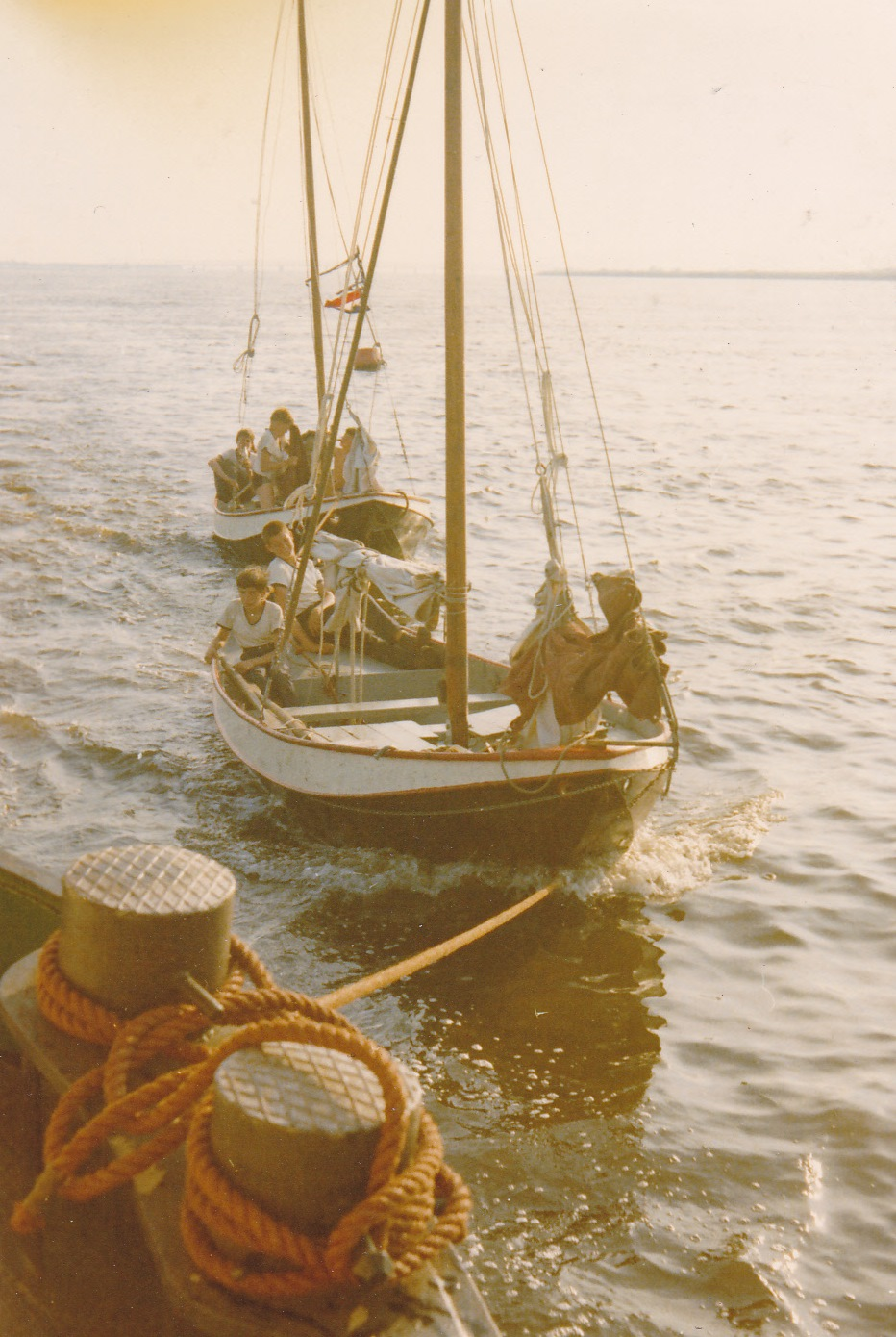
Achter de Baukje in 1968 op het Hollandsch Diep

De vletten van de lischgroep waren herkenbaar aan de kluisgaatjes en een bolder op het voordek. Omdat ze vaak door het wachtschip over groot water met snel varende schepen werden gesleept werd met relatief zware sleeplijnen gevaren. De bootslieden hadden vaak ook boegsprieten gemonteerd, waarmee de vletten onder zeil ook een kluiver konden voeren.
Begin jaren zeventig zijn er ook twee wrik- en speelvletjes aangeschaft, Maatje en Binkie, waar alle jaren veel plezier en gemak aan beleefd is. Die hoefden niet gesleept te worden, ze konden al vanaf het begin eenvoudig aan dek worden geplaatst.
Rond die tijd was ook nog een open slepertje met een klein kajuitje, de Wammes Waggel met minstens twee keer zoveel vermogen als de Baukje. Het is later gezonken bij de werf in 1973.
In die periode kreeg de wilde vaart ook de beschikking over een stalen zeilschouw, de "Janny", van 7,50 meter lengte en 40 m² zeil. Dit schip werd voor de groep ontworpen en gebouwd door de bedrijfsschool van N.V. Scheepswerf voorheen de Groot & van Vliet in Slikkerveer, op het hoekje van de Noord en de Nieuwe Maas. Het schip werd gedoopt door mw. J. Ripmeester-Lautenbach en te water gelaten op 30 oktober 1971. De schouw is weer verkocht in 1977.
De vloot bestond anno 1974 uit:
- lelievletten 74, 577 Otter (oud nr. 198), 578 Dolfijn (oud nr. 369), 579 Bever (oud nr. 536), 580 Zeemeeuw
- werkvlet Argonaut
- vletten Maatje en Binkie
- zeilschouw Janny
- IJsselaak Baukje

en in 2008 bestond de vloot nog uit een wachtschip en vier lelievletten.

## De wachtschepen

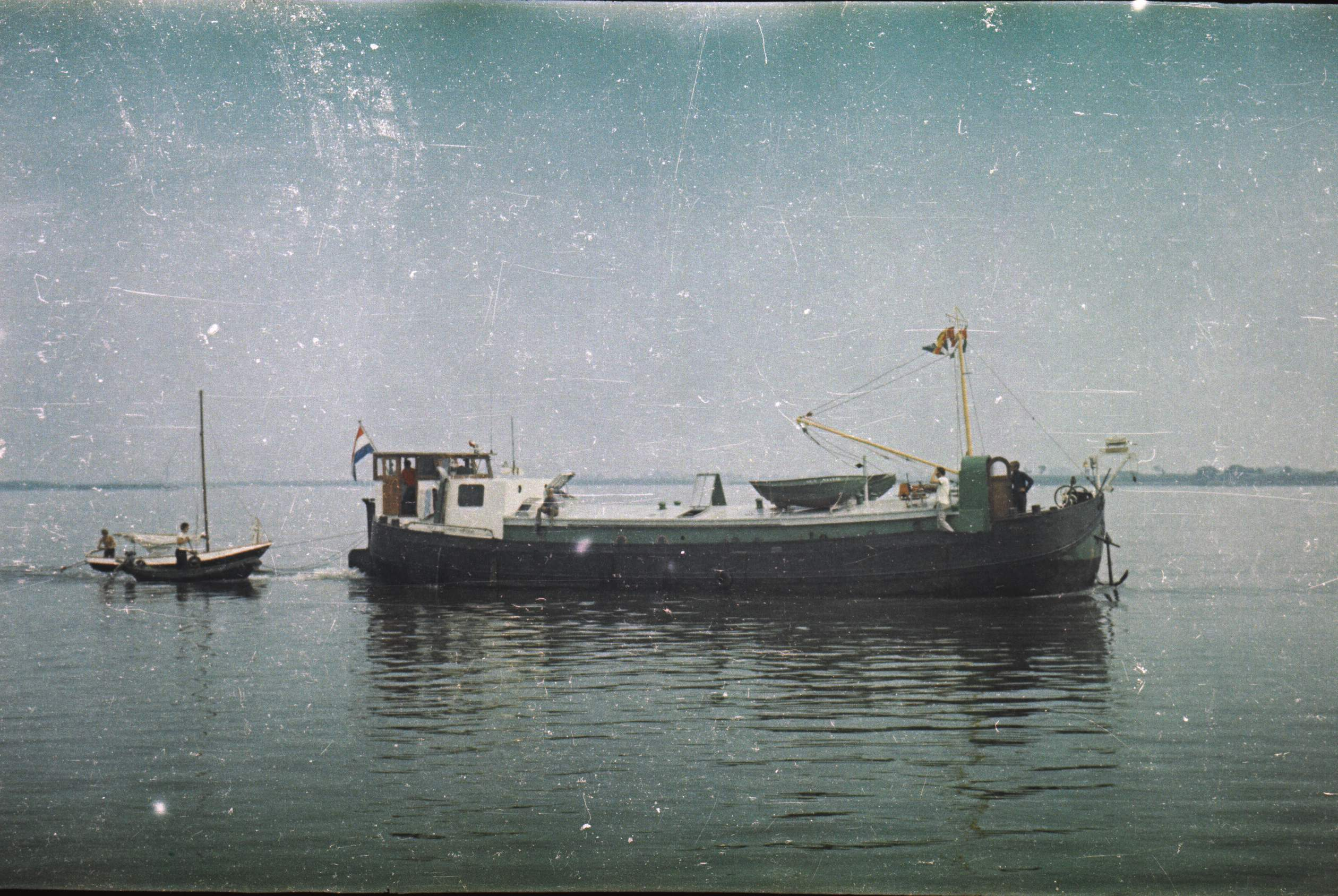
De Baukje omstreeks 1970

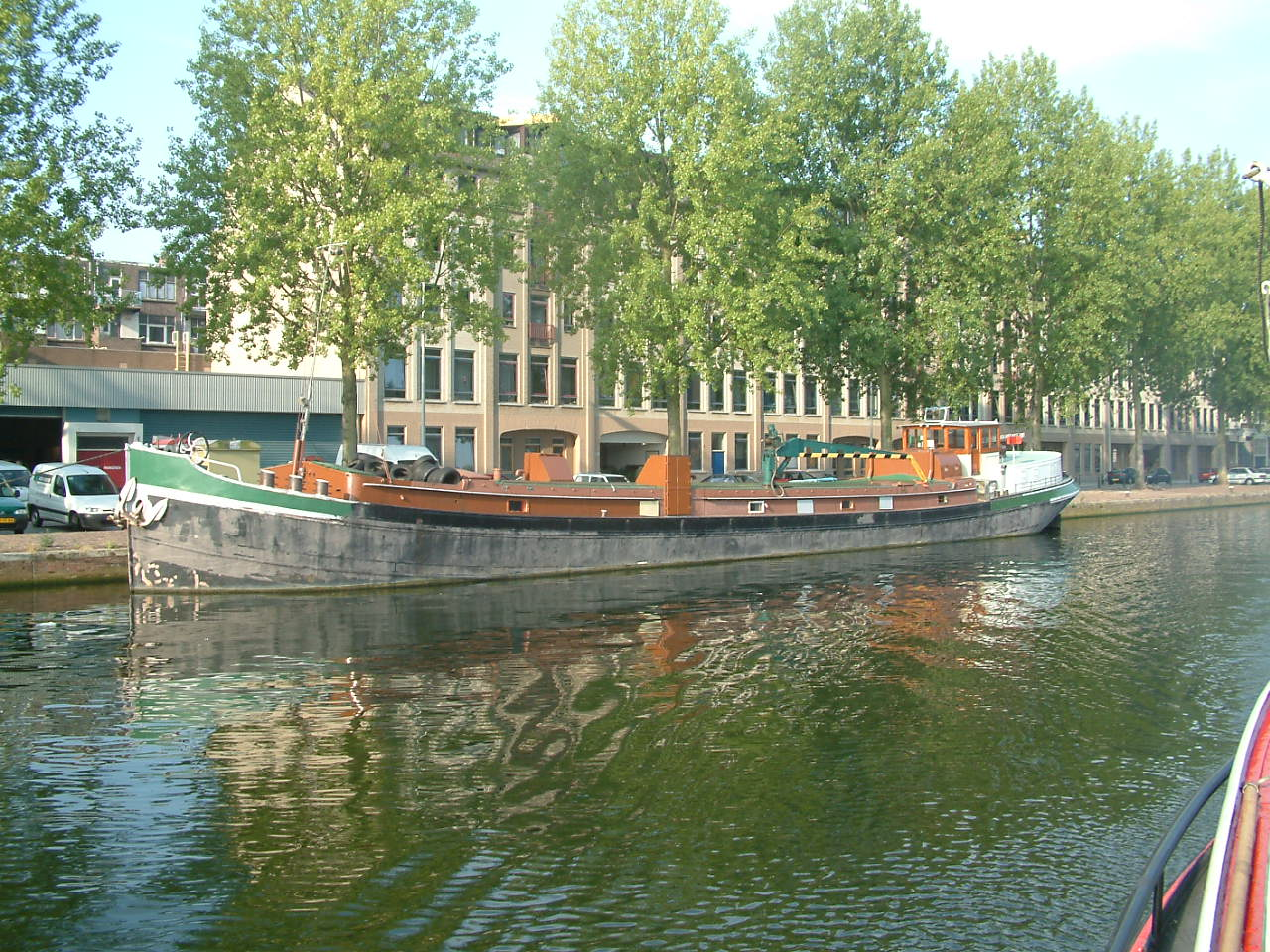
De tijd zal 't leren in 2004

24 januari 1966 werd een Hasselter aak gekocht, gebouwd in 1904 te Zwartsluis, genaamd Baukje. Met het wachtschip ging de groep op kamp en bevoer de wateren van Nederland. De vletten werden gesleept. 
Volgens de laatste meting lengte:
20,66 m, breedte: 4,64 m inzinking: 1,73 m met een waterverplaatsing van 102,709 ton. Het schip had een liggende 1-cilinder Lister Blackstone dieselmotor van 26 pk. 
De Baukje werd na de aankoop tussen de binnenschepen in het Boerengat afgemeerd, en schoof met het komen en gaan van de schepen geleidelijk naar de wal. Later ontdekte men achter de Admiraliteitsbrug een tweetal insteekhaventjes waar de Rotterdamsche Reinigingsdienst (later ROTEB geheten) vroeger het vuil overlaadde op schepen richting de vuilverbranding en die tegenwoordig niet meer gebruikt worden. Daar was ruimte voor het wachtschip en konden de vletten verzamelen als een kamp werd voorbereid. In 1979 werd de Baukje weer te koop gezet en verkocht voor ƒ 18.000,= (€ 8168,04).
Op 14 juli 1980 werd een open luxemotorschip, een voormalig zandschip, als nieuw wachtschip aangekocht om de uitbreiding van de groep op te vangen, genaamd De tijd zal 't leren, 37,8 meter lang en 5,42 meter breed, met een motor van 174 pk. Het schip stond te koop voor ƒ 40.000,= (€ 18.151,20). De vletten werden in die tijd in het ruim gezet. De ROTEB-haventjes waren te klein voor het nieuwe wachtschip, dat een plaats vond in de Coolhaven.
Er is aan beide schepen veel verbouwd. De grootste ingreep was het aanbrengen van een stalen dek, met toegangsluiken en de mogelijkheid om vletten aan dek te vervoeren. De Baukje sleepte de lelievletten achter het schip, wat altijd een enerverende zaak is gebleven. Ook werd voorzien in toiletten, op de Baukje naar huidige maatstaven uiterst primitief, maar het werkte wel. In beide schepen kwamen keukens. Geslapen werd op de Baukje nog op luchtbedden los in het ruim, dat was op De Tijd zal 't leren luxueuzer.
Een groot verschil is ook de voortstuwing. De motor van de Baukje was een eencilinder Lister Blackstone, die door twee man met een slinger moest worden gestart. Op De Tijd zal 't leren was dat een elektrisch startende MWM Deutz 6 cilinder lijnmotor. De indruk heeft altijd bestaan dat schroef van de Baukje een voormalige zijschroef was, niet bekend als zijnde zeer effectief bij achteruitslaan.

## Clubblad
Niet zeker is vanaf wanneer het clubblad werd gestencild. Later, bij De Bladvinder, kwam er een gedrukt omslag omheen, wat de mogelijkheid gaf om voor de achterpagina advertenties te verkopen. Het clubblad De Achterplascourant werd met behulp van de computer gemaakt.

## De stichtingen
De naam van de stichting die het financieel beheer deed, was Stichting De Eerste Rotterdamsche Groep der N.P.V. "de Lischgroep". Later, na de samenvoeging van de Benedictusgroep en Lischgroep, werd dat de Stichting Lischgroep EA. Die EA stond voor: en andere. De Tijd zal 't Leren werd gekocht door de Stichting ter behartiging van de belangen van de Lischgroep te Rotterdam en/of andere aangesloten groepen.